# Ladislav Brožek
| (2288) Karolinum    | 19 de octubre de 1979   |
| (2613) Plzeň        | 30 de agosto de 1979    |
| (2622) Bolzano      | 9 de febrero de 1981    |
| (2696) Magion       | 16 de abril de 1980     |
| (3102) Krok         | 21 de agosto de 1981    |
| (3386) Klementinum  | 16 de marzo de 1980     |
| (3419) Guth         | 8 de mayo de 1981       |
| (3423) Slouka       | 9 de febrero de 1981    |
| (3424) Nušl         | 14 de febrero de 1982   |
| (3603) Gajdušek     | 5 de septiembre de 1981 |
| (3834) Zappafrank   | 11 de mayo de 1980      |
| (4023) Jarník       | 25 de octubre de 1981   |
| (4146) Rudolfinum   | 16 de febrero de 1982   |
| (4190) Kvasnica     | 11 de mayo de 1980      |
| (4369) Seifert      | 30 de julio de 1982     |
| (5221) Fabribudweis | 16 de marzo de 1980     |
| (5417) Solovaya     | 24 de agosto de 1981    |
| (6076) Plavec       | 14 de febrero de 1980   |
| (6765) Fibonacci    | 20 de enero de 1982     |
| (7739) Čech         | 14 de febrero de 1982   |
| (10035) 1982 DC2    | 16 de febrero de 1982   |
| (16393) 1981 QS     | 24 de agosto de 1981    |
| (27675) 1981 CH     | 2 de febrero de 1981    |

Ladislav Brožek es un astrónomo eslovaco. Descubrió 23 asteroides entre 1979 y 1982 desde el Observatorio Kleť.